# Gertrud Frühschütz
Gertrud Frühschütz (* 16. April 1906 in Stuttgart als Gertrud Mink; † 16. Juli 1990 in Sankt Blasien) war eine deutsche Politikerin (KPD). Sie war von 1946 bis 1950 Mitglied im Landtag von Württemberg-Baden.

## Leben
Gertrud Mink war von frühester Jugend an in der kommunistischen Bewegung aktiv. Sie war in der Kinderorganisation und im Jugendverband der KPD organisiert. Ab 1921 absolvierte sie eine Ausbildung als Kontoristin bei der Handelsschule Gander in Stuttgart und Abendkurse beim Stenografenverein Stuttgart. Von 1930 bis 1932 arbeitete sie als Büroangestellte im Verein für Kinder-Ferienheime. 1933 ging sie zu ihrem Verlobten Fritz Rau nach Halle. Als sie als Kommunistin von der Gestapo gesucht wurde, lebte sie illegal zunächst in Halle, später in Berlin. Nachdem Fritz Rau, der als Redakteur der KPD-Zeitung gearbeitet hatte, verhaftet worden war, erhielt sie den Auftrag, in Süddeutschland am Widerstand mitzuarbeiten. 1933 wurde Fritz Rau von der Gestapo ermordet und Gertrud Frühschütz wurde in München-Stadelheim inhaftiert. Später wurde sie ins KZ Moringen und ins KZ Lichtenburg verlegt. Nach ihrer Haftentlassung 1938 arbeitete sie zunächst als Kontoristin bei der Werkstatt Theodor Krafft in Stuttgart. Von 1943 bis 1945 war sie Kontoristin bei der Siemens-Halske AG. Sie lernte den aus dem KZ Dachau entlassenen Georg Frühschütz kennen, den sie 1943 heiratete. Nachdem Georg Frühschütz das Amt für Wiedergutmachung in Stuttgart mit aufgebaut hatte und Regierungsrat geworden war, starb er 1949 an den Folgen der KZ-Haft. Gertrud Frühschütz arbeitete ab 1945 als Sekretärin bei der Bezirksleitung der KPD.
Gertrud Frühschütz war in späteren Jahren Mitglied bei den Naturfreunden und der Arbeiterwohlfahrt.

## Politische Tätigkeit
Sie gehörte 1946 der von der amerikanischen Besatzungsmacht eingesetzten Vorläufigen Volksvertretung für Württemberg-Baden an. Am 30. Juni 1946 wurde sie in die Verfassunggebende Landesversammlung Württemberg-Baden gewählt. Anschließend gehörte sie bis 1950 dem Landtag von Württemberg-Baden in dessen erster Wahlperiode an. Nachdem die KPD bei der Landtagswahl 1950 an der Fünf-Prozent-Hürde gescheitert war, schied sie aus dem Landtag aus. Von 1945 bis 1958 war sie Mitglied des Gemeinderats der Stadt Stuttgart, bis 1956 für die KPD, nach deren Verbot für die Stuttgarter Wählervereinigung.